# Fluorantimoonzuur
Fluorantimoonzuur (HSbF6) is het sterkste, tot nu toe bekende synthetische superzuur. Het zuur wordt gevormd door waterstoffluoride (HF) en antimoon(V)fluoride (SbF5) in verschillende verhoudingen met elkaar te mengen.. De 1:1-verhouding vormt het sterkste superzuur. Hiervan is aangetoond dat het zelfs koolwaterstoffen kan protoneren tot een carbokation, waarbij waterstofgas wordt vrijgesteld.
De reactie van waterstoffluoride en antimoon(V)fluoride is sterk exotherm. Waterstoffluoride, een lewiszuur, reageert met antimoon(V)fluoride tot een adduct. Het gevormde hexafluorantimonaat-anion is zwak maar aanwijsbaar via een van de fluoratomen door een datieve binding aan het proton gebonden. Dit laatste is een beetje in strijd met de officiële niet-coördinerende, slechts zeer zwak basische en nucleofiele status van het anion. De binding is zwak, waardoor HSbF6 als zuur 2×1019 (20 triljoen) keer sterker is dan 100% zuiver zwavelzuur.

## Structuur

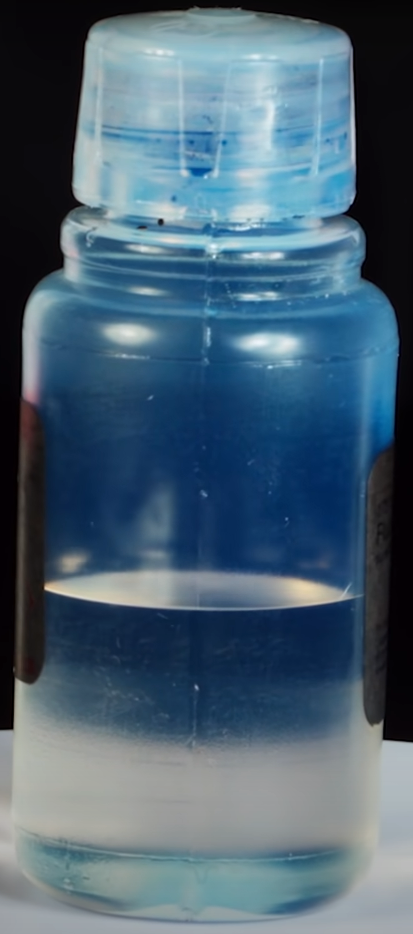
Een flesje fluorantimoonzuur

Uit mengsels van HF-SbF5 zijn twee vaste stoffen geïsoleerd, en van beide is via Röntgendiffractie de structuur opgehelderd. De in de eerste alinea van dit artikel genoemde verschillende verhoudingen blijken ook in deze stoffen: [H2F+][Sb2F11−] en [H3F2+][Sb2F11−]. In beide zouten wordt het anion gevormd door Sb2F11−. Zoals hierboven ook al is aangegeven is het SbF6−-ion slechts zeer zwak basisch, voor het grotere mono-anion Sb2F11− wordt verwacht dat het als base nog zwakker is.

## Toepassingen
Dit sterke zuur is in staat om vrijwel alle organische moleculen te protoneren, al is er meestal wel een volgreactie. In 1967 toonden Bickel en Hogeveen aan dat HF-SbF5 in staat is H2 aan isobutaan te onttrekken waarbij tevens [(CH3)CH3C+][SbF6−] ontstaat. Op gelijksoortige wijze wordt methaan onttrokken aan Neopentaan waarbij dezelfde stof ontstaat:
(CH3)3CH + H+ → (CH3)3C+ + H2
(CH3)4C + H+ → (CH3)3C+ + CH4

## Veiligheid
HF-SbF5 ontleedt snel en explosief in water. Het reageert met vrijwel alle bekende oplosmiddelen. Oplosmiddelen die wel bestand zijn tegen HF-SbF5 zijn SO2ClF en vloeibaar zwaveldioxide. Chloorfluorkoolwaterstoffen zijn ook als oplosmiddel toegepast. "Glaswerk" om HF-SbF5 in te bewaren of te laten reageren is van PTFE.